# Acropyga dodo
Acropyga dodo é uma espécie de formiga do gênero Acropyga, pertencente à subfamília Formicinae.